# Кастеланца
Кастела̀нца (на италиански и на ломбардски: Castellanza) е град и община в Северна Италия, провинция Варезе, регион Ломбардия. Разположен е на 216 m надморска височина. Населението на общината е 14 352 души (към 2017 г.).